# Nicola Greiff
Nicola Greiff (* 6. Dezember 1926 in Berlin; † 18. Januar 2013 ebenda) war eine deutsche Politikerin (CDU).
Nicola Greiff besuchte ein Lyzeum und schloss die mittlere Reife ab. Anschließend besuchte sie von 1943 bis 1946 eine Schauspielschule. Bereits unmittelbar nach dem Ende des Zweiten Weltkriegs arbeitete sie beim Nordwestdeutschen Rundfunk (NWDR) in Hamburg und wechselte 1947 innerhalb des NWDR nach West-Berlin, der sie mit der Gründung des Senders Freies Berlin (SFB) 1953 übernahm. Ab 1961 arbeitete Greiff bei diversen Radiosendern und trat 1964 der CDU bei. 1968 rückte sie in die Bezirksverordnetenversammlung (BVV) im Bezirk Charlottenburg nach. Bei der Berliner Wahl 1975 wurde sie mit dem Direktmandat im Wahlkreis Charlottenburg 7 in das Abgeordnetenhaus von Berlin gewählt. Sie war Vorsitzende des Petitionsausschusses des Abgeordnetenhauses und schied im Mai 1981 aus dem Parlament aus.